# 불문 헌법
불문헌법(不文憲法, uncodified constitution)은 독립된 헌법의 형태가 아니라, 헌법의 형태를 갖춘 여러 가지 법률과 관습법, 판례법, 헌법적 관례 등을 통치 질서로 삼는 것이다. 다시 말해, 하나의 문서로 된 체계를 갖추지 않은 헌법이다.

## 현재의 예
- 영국
- 스웨덴
- 뉴질랜드
- 산마리노
- 이스라엘: 1948년 10월 2일의 독립 선언에서 헌법의 제작을 공약하였지만, 국회에서의 정치적 차이를 해소할 수 없었기 때문에 아직도 헌법을 제작하지 않았다. 한편 그 일부로서 이스라엘 기본법이 있다.

## 불문적인 요소가 있는 헌법
- 캐나다: 비록 캐나다는 헌법이 있지만 헌정체제의 중요한 요소들은 성문으로 이루어지지 않았다.

## 과거의 예
- 고대 로마는 12표법을 시발로 헌법이 존재하였다.
- 1948년까지의 헝가리

## 같이 보기
- 입헌군주제
- 영미법